# Lučki Dedec
Le Lučki Dedec est un sommet des Alpes, à 2 023 m d'altitude, dans les Alpes kamniques, en Slovénie.
C'est le point culminant de l'ensemble compris entre la vallée de la Lučka Bela et celle de la Kamniška Bela, et le seul sommet de cet ensemble à plus de 2 000 m d'altitude. Verticale, monolithique et d'un dénivelé d'environ 150 m, la paroi nord se dresse juste au-dessus du refuge Kocbekov dom, en bordure du bassin de Korošiča. Cette paroi fut l'objet d'un tournant crucial de l'histoire de l'alpinisme en Slovénie : le passage au  « VI » (cotation UIAA). En aval (vallée de Kamniška Bela), après la brèche Durce, les prochaines parois sont celles des Vršiči (1 980 m). Au-dessus de la vallée de la Lučka Bela, l'adret est riche en buissons, et se fond en pentes douces avec celles de l'ensemble Veža-Vežica. Le versant est descend vers le bassin de Korošica, la crête sud-est joignant le col Prag (« le seuil »). Lučki Dedec tient son nom de dedec, qui est l'appellation de l'homme, en slovène parlé, et du bourg de Luče. Il est habituellement appelé simplement Dedec.

## Activités
- Escalade : une quinzaine d'itinéraires pitonnés en paroi nord et quatre en face est.
- Randonnée : les itinéraires ne sont pas balisés mais ceux au départ du refuge Kocbekov dom ne présentent pas de difficultés majeures et sont courts (1 heure) : la crête sud-est, au départ du col Prag, au sud du bassin Korošica ; par la brèche Durce, au départ de l'alpage Petkove njive, au sud-ouest et en aval du bassin Korošica (vallée de la Kamniška Bela).

## Accès
Le sommet est accessible depuis le refuge Kocbekov dom.

## Sources
- (sl) Tine Mihelič, Rudi Zaman, Slovenske stene, Radovljica, Didakta, 2003 (ISBN 961-6463-47-0). -guide d'alpinisme et livre reconnu, couvrant les parois slovènes.
- (sl) Tone Golnar, Silvo Babič, Plezalni vodnik Repov kot, Kamniška Bela, Planinska zveza Slovenije, Ljubljana, 1993. -guide d'alpinisme pour les vaux Repov kot et Kamniška Bela (Club alpin).